# Acanella chiliensis
Acanella chiliensis is een zachte koraalsoort uit de familie Isididae. De koraalsoort komt uit het geslacht Acanella. Acanella chiliensis werd in 1889 voor het eerst wetenschappelijk beschreven door Wright & Studer. 